# Фолклендская утка-пароход

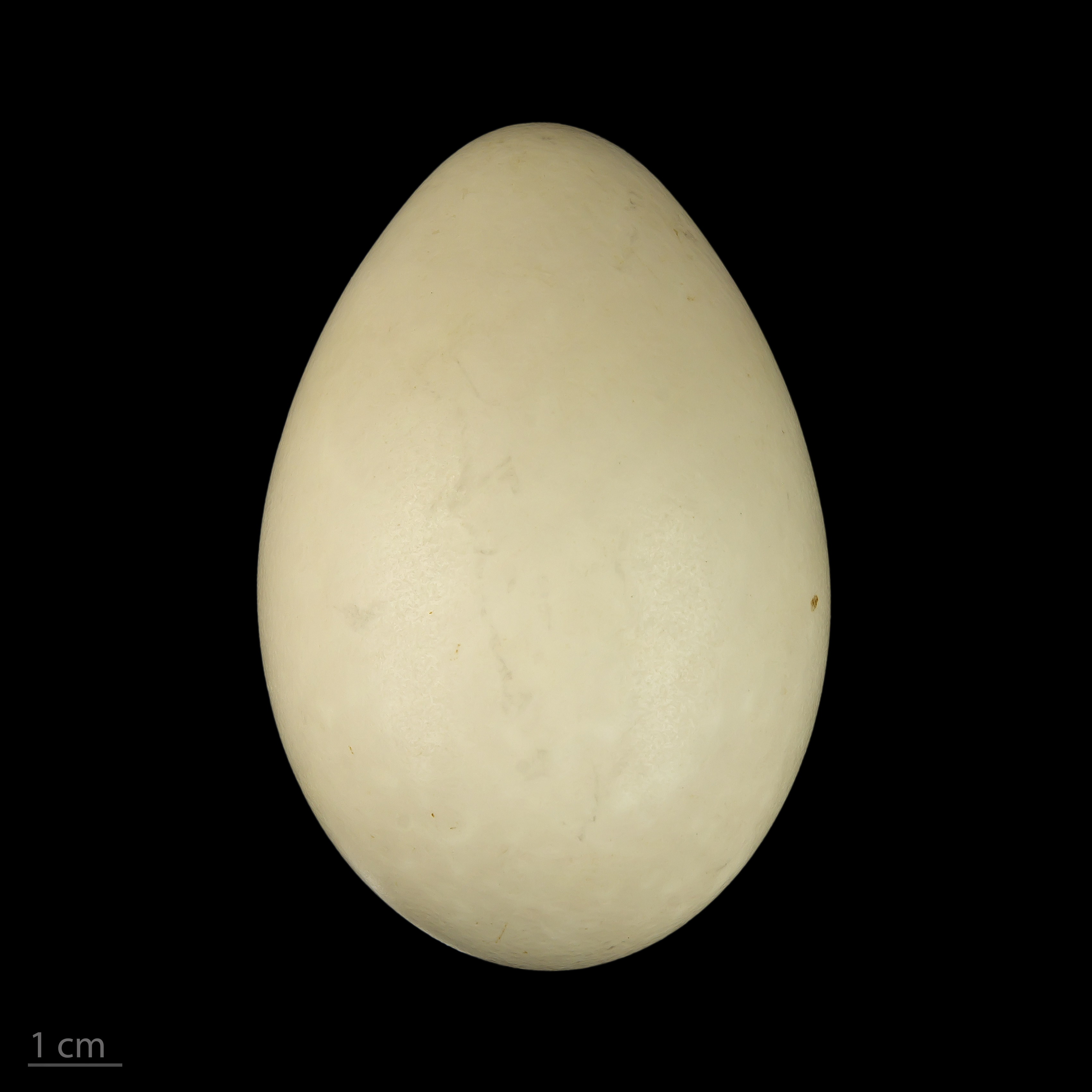
яйцо Tachyeres brachypterus - Тулузский музеум

Фолклендская утка-пароход (лат. Tachyeres brachypterus) — вид нелетающих водоплавающих птиц семейства утиных, который является одним из двух эндемиков Фолклендских островов, где живёт на скалистых берегах.
Видовый эпитет в названии происходит от др.-греч. βραχύς — короткий и πτερόν — крыло и дан виду за то, что у неё крылья короткие настолько, что она не способна к полёту. Оперение утки-парохода в основном тёмно-серое, но позади глаз имеется белая полоса.
Представители вида достигают длины 61—74 см и весят от 3,4 до 4,42 кг.